# NEAC

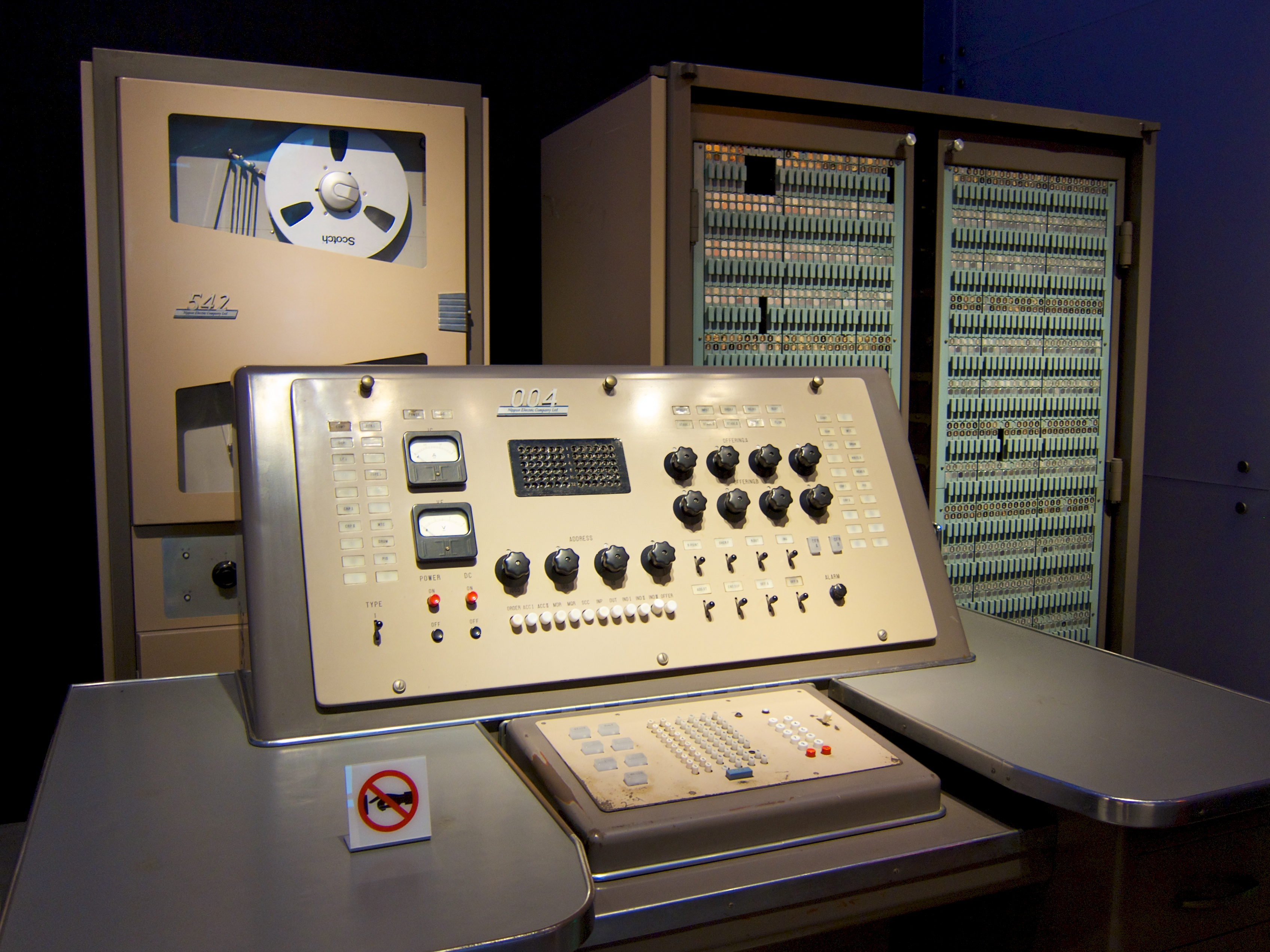
NEAC-2203 (コンピュータ歴史博物館所蔵)

NEAC（ニアック)は日本電気が自社製コンピュータに使用していた商標。"Nippon Electric Automatic Computer"から。時間順序的にはアナログコンピュータに使ったNEAC(Nippon Electric Analog Computer)がルーツとも言える。

## 黎明期のコンピュータ
日本電気では研究所で1954年ごろからデジタルコンピュータの研究が開始された。当初は点接触型トランジスタを利用したフリップフロップを試作していたが、思うような成果は得られなかった。そのころ、東京大学でのパラメトロンの発明があり、これを利用したコンピュータの研究が進められることとなった。

### NEAC-1101 シリーズ
1955年末、パラメトロンを利用した試作機 NEAC-1101 の開発計画が立てられ、開発がスタートした。1957年に組み立てが完了し、1958年3月に稼動。これが日本電気初のデジタルコンピュータとなった。NEAC-1101 は研究所内の各種計算に約8年間利用された。次いで社内のフィルター設計からの要望と東北大学電気通信研究所でのコンピュータの必要性が合致し、日本電気と東北大学との共同開発が1956年に開始され、1958年11月から稼動した。東北大学での名称をSENACといい、日本電気での名称はNEAC-1102とされた。さらに1102に磁気コアメモリを追加し周辺機器を強化したのがNEAC-1103で、防衛庁技研に納入された。日本電気社内でもフィルター設計などに10年ほど利用された。
以下、パラメトロンを利用した主要なコンピュータの仕様の概略を列挙する。
NEAC-1101 (1958年)
32ビットワード。浮動小数点方式。メモリは交流2周波方式（パラメトロンに適した、一般のコアメモリと異なる点がある独特の方式）磁気コアメモリで256ワード(後に512ワードに拡張)。パラメトロンを3600個使用。
NEAC-1102/SENAC (1958年)
48ビットワード。固定/浮動小数点方式。メモリは磁気ドラムメモリで1024ワード。インデックスレジスタ装備。次の命令を先にフェッチする機構(先回り制御方式)があった。
NEAC-1103 (1960年)
1102に磁気コアメモリを1024～2048ワード付加。磁気テープ装置、ラインプリンターなど新たな周辺機器を追加。

### NEAC-2201 シリーズ

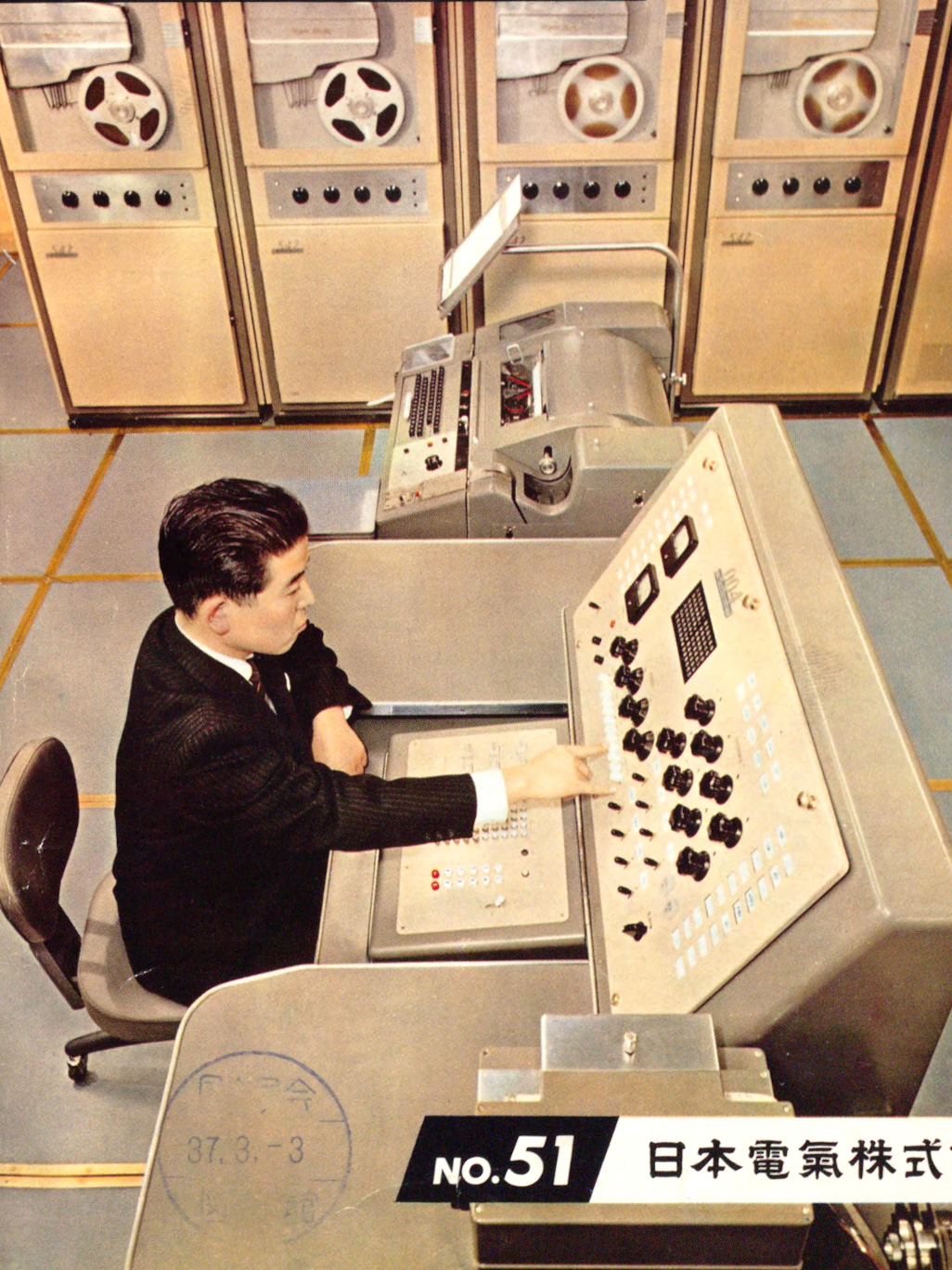
通商産業省調査統計局に導入されたNEAC-2203

NEAC-2201は、1957年に完成した通産省工業技術院電気試験所のETL Mark IVの設計を受け継ぎ、日本電気が通信機器で培ったトランジスタ技術を生かして開発された。このシステムは日本電子工業振興協会の計算センターに設置され利用された。また、1959年にパリで開催されたコンピュータの展示会にも出品されたが、実働しているトランジスタを使用したコンピュータは2201だけであったという。
さらに本格的な商用コンピュータを製品化するべく、NEAC-2203の開発が1958年に開始され、翌年5月に1号機が電子工業振興協会に、8月に2号機が東京電力に納入された。2203はその後30台が出荷された。
2201の開発と並行して、山一證券から窓口業務の機械化の相談を受け、オンラインリアルタイムコンピュータ NEAC-2202 の開発が1958年に開始された。これを発展させたNEAC-2204も証券会社などに納入された。
また、1958年にNEAC-2203を利用した近畿日本鉄道の座席予約システムの開発が開始され、1960年4月に稼動開始した。20ヶ所の窓口からの照会/発券/払戻を3秒で行うものである。ただし、このシステムは固定配線式であってプログラマブルではなく、拡張性がなかった。そのため、後の日本航空向けのシステムは汎用コンピュータ NEAC-2230 を利用したものとなった。
以下、トランジスタを利用した初期のコンピュータの仕様の概略を列挙する。
NEAC-2201 (1958年)
BCD10桁を1ワードとする固定小数点式。メモリは磁気ドラムメモリで1Kワード。トランジスタ600個使用。
NEAC-2202 (1959年)
BCD8桁を1ワードとする固定小数点式。プログラムはプラグボードによるもので、厳密にはプログラム内蔵式ではない。マルチタスク機能(時分割多重方式)を導入。
NEAC-2203 (1959年)
BCD12桁を1ワードとする固定/浮動小数点式。メモリは磁気コアメモリの240ワードと磁気ドラムメモリの2Kワード。トランジスタ2600本使用。
NEAC-2204 (1961年)
BCD12桁+符号(1ビット)を1ワードとする固定小数点式。メモリは磁気コアの200ワードと磁気ドラムの3000ワード。
NEAC-2205 (1961年)
NEAC-2203を基に小型化・低廉化を図った。メモリは磁気ドラムの3000ワード。この後継機が1962年に完成したNEAC-2101で、これがミニコンピュータの開発に繋がってゆく。
NEAC-2206 (1962年)
当時国内で最大の大型機（記憶容量「1万語」）。NEAC-2203の後継機として開発され、1962年2月27日発表、3月に1号機が北海道大学に納入された。
NEAC-2230 (1962年)
中型機。NEAC-2203の後継機で、NEAC-2206で開発された技術を採用しながらNEAC-2203の命令コードを踏襲している。メモリは2400ワードの磁気コアメモリで、10000ワードの磁気ドラムを最大3台まで接続できる。

## メインフレーム
日本電気は1962年、ハネウェルとの技術提携契約を結んだ。これにより1963年、ハネウェルの H400、H1400、H800 の3機種を国産化し、NEAC-2400, 3400, 2800として発表した。

### NEAC-シリーズ2200

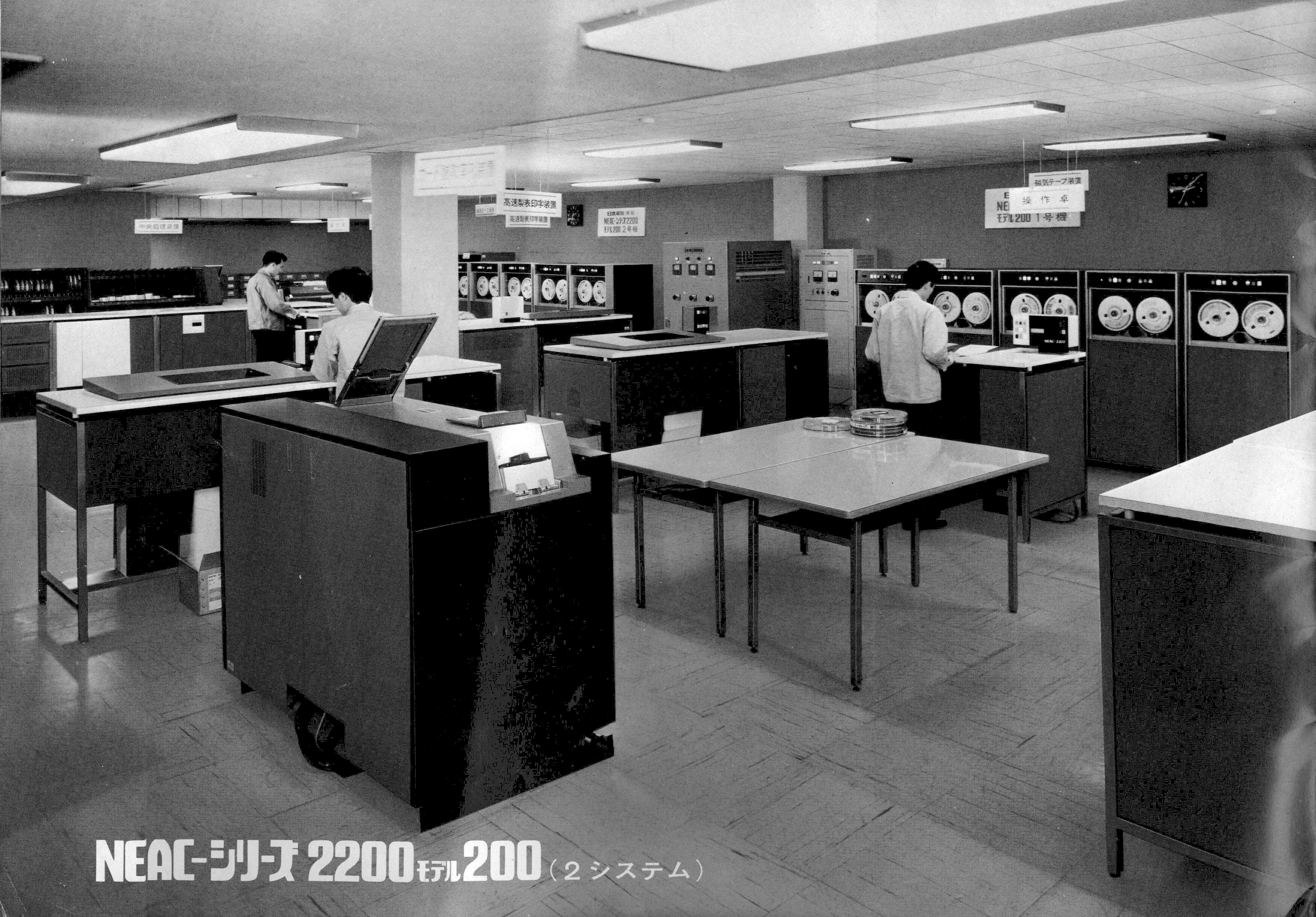
横浜市役所に設置されたNEAC-2200 Model 200（2セット）

ハネウェルが1963年11月に発表したH200シリーズはIBM 1401の置き換えを狙ったもので非常に評判が高かった。そこで日本電気はこれをノックダウン輸入(部品の形で輸入して現地で組み立てる方式)し、1964年 NEAC-2200として発表した。日本でも2200は好評で、日本電気のコンピュータ市場シェアを高めた(一時期IBMに次ぐ2位となった)。その後、これをシリーズ名(NEAC-シリーズ2200)として後継機種が開発された(1965年～)。多くはハネウェルからの導入だが、一部機種はハネウェルでの開発が進まないことから日本電気が独自に開発している。
なお、IBMは1964年にSystem/360を発表しており、アーキテクチャの大転換を図った。このため 1401 対抗であった NEAC-2200 は徐々に競争力を失っていった。しかし、ハネウェル側の新機種開発はなかなか進まないという苦しい状況が続いた(ACOS登場前にはシェアは4位に転落した)。
NEAC-シリーズ2200の基本仕様についてはHoneywell 200シリーズを参照されたい。なお、日本電気独自開発のモデル500は国産初の完全IC化コンピュータであった。シリーズ2200を使用して大阪大学では日本初の本格的タイムシェアリングシステムが構築されている。

### ACOSシリーズ
ACOSはNEAC-シリーズ2200の置き換えを狙ったもので、新しいアーキテクチャを採用した。ソフトウェア・ハードウェアの制御をROMに移し、主記憶装置にMOS型メモリ、論理回路にTTL-ICを採用してスループットを向上させ、仮想記憶などの最新技術を取り入れた。
当初は東芝、ハネウェル、GEと共同で開発を進めていたが、設計思想の食い違いや事業の撤退などによりやがて日本電気が単独で開発・改良を進めていくことになった。当初の正式名称は「ACOSシリーズ77 NEACシステムx00」としていた。これは、同一シリーズを東芝と共有したため、NEACまたはTOSBACという従来からの名称を入れることで区別させるためのものであった。後に東芝がメインフレーム事業から撤退するとNEACの名称は使われなくなった。

## オフィスコンピュータ

### NEACシステム
1961年に日本電気はオフィスコンピュータの先駆けとなる超小型パラメトロン式コンピュータ NEAC-1200シリーズ を発表した。1973年8月にはNEACシステム100を発表。営業本部を設置して販売店を増やし広汎に宣伝を行ったことで、同年10月には月360台を受注というかつてない数字を記録し、ベストセラーになった。この頃競合他社も同様の事務用小型コンピュータを投入しており、こうした状況を受けて日本電子工業振興協会 (JEIDA) はこれらをオフィスコンピュータと呼んだ。1975年にはJEIDAが「オフィスコンピュータ」の定義付けを行い、この用語は通産省でも用いられるようになった。
NEAC-1201 (1961年)
パラメトロン。メモリは250ワード(ワード長不明)。
NEAC-1210 (1964年)
パラメトロン。メモリは磁気コアで500ワード(ワード長不明)。
NEAC-1240 (1967年)
IC。演算速度は1210の200倍。メモリは磁気コアで1600ワード。
NEAC システム100 (1973年)
16ビット。メモリはICで16Kワード (32KB)。通信制御機能を内蔵し、9種類の基本システム、アプリケーションシステムを自動作成する「APLIKA」、初心者向けの簡易言語「BEST」、国際言語のCOBOLを備えた。
NEAC システム100G, 100H (1975年)
システム100の後継機種。
NEAC システム100E, 100F, 100J (1976年)
16ビットマイクロプロセッサ μCOM-16を採用。全面LSI化。
NEAC システム50, 100/40, 100/60, 100/80, 150 (1978年)
プロセッサにμCOM-1600を採用。初の日本電気製8インチFDD「FYD153」を搭載。新規開発の対話指導型オペレーティングシステム ITOSを採用したが、当初はそれによるトラブルが続出した。米国では「ASTRA」の名称で発売。
NEAC システム50II, 100II/40, 100II/60, 100II/80, 150II (1980年)
それぞれシステム50, 100, 150の後継機種。

### NECシステム
1981年4月、名称を「NEACシステム」から「NECシステム」に変更し、幅広いラインアップを用意した新シリーズを発表した。
NEC システム150/55 (1980年)
システム150IIの後継機種。メモリは最大1024KB。タッチキーボードを装備。
NEC システム20/25, 50/35, 100/45, 100/85 (1981年)
システム50/35, 100/45, 100/85はそれぞれシステム50II, 100II/40, 100II/60, 100II/80の後継機種。廉価機として新たにシステム20/25がラインアップに加わった。世代的にはシステム150/55と同じ。
NEC システム20/15, 150/75 (1982年)
それぞれシステム20/25, 150/55の後継機種。システム20/15はディスプレイと補助記憶装置が外付けの小型筐体になり、PC-8801のような形態であった。
NEC システム20/18, 50/スーパー8, 50/38, 100/48 (1983年)
それぞれシステム20/15, 50/35, 100/45の後継機種。システム50/スーパー8はシステム50/38の廉価機。
NEC システム8, 100/58, 150/68, 150/78 (1984年)
それぞれシステム20/18, 100/85, 150/55, 150/75の後継機種。後者の3機種は国産のオフィスコンピュータで初めて32ビット1チッププロセッサを採用した。

### NECオフィスプロセッサ
コンピュータの小型化が進んでくると、従来のオフィスコンピュータとN6300シリーズ (インテリジェントターミナル、多機能ワークステーション) との境界が薄くなってきた。そこで1985年に名称をオフィスプロセッサに統一し、分散処理能力を強化したVSシリーズとサーバ機能を強化したN6500シリーズを発表した。
以下、オフィスコンピュータの直系にあたるVSシリーズとその後継 システム3100シリーズ の仕様を列挙する。
NEC システム8VS, 50/18VS, 100/38VS, 100/48VS, 100/58VS, 150/68VS, 150/78VS, 150/88VS (1985年)
全機種で32ビットプロセッサを採用。LANやVANに対応する通信制御機能、情報の一元管理と処理の分散を図るデータベース機能、「アラジン」「LANCABINET」などの統合OAシステムを備えた。
NEC システム3100/10, 3100/30, 3100/40, 3100/50, 3100/60, 3100/70, 3100/80 (1987年)
新開発の32ビットプロセッサを搭載して性能の向上を図った。システム3100/10のみクライアント機。LAN機能として、BRANCH4670（1Mbps），BRANCH4670II（4Mbps），BRANCH4680（10Mbps）が用意されていた。BRANCH4670は、コーバス社が開発したオムニネット(Omninet)準拠のネットワークであり、BRANCH4680は、Ether準拠のネットワークである。NECでは、1986年10月オムニネットLANプロトコル・コントローラμPD72105を開発、発表している。
NEC システム3100/30A, 3100/40A, 3100/50A, 3100/60A, 3100/70A, 3100/80A (1988年)
ネットワーク機能を強化。
NEC システム3100/10A, 3100/10LA, 3100/20A, 3100/90A (1989年)
新たに最上位機種を追加。前者の3機種はクライアント機で、そのうちシステム3100/10LAはラップトップ型。
1990年10月、これまでの製品ラインを一新すると同時に名称を「システム3100シリーズ」に統一した。従来のシステム3100シリーズをAモデル、N6500シリーズの後継「システム3050シリーズ」をSモデル、システム3100/10などのクライアント機をXモデルと呼ぶことになった。また、1992年にSモデルを継承しつつNetWareやUNIXなどのオープン環境を取り入れたOP-Xシリーズ、1993年にAモデルを継承しつつPC-9800シリーズとの親和性を高めたOP-98シリーズを発売した。
以下シリーズごとに発売順で型名のみを列挙する。
- システム3100シリーズAモデル：A30, A40, A50, A60, A70, A80, A90, A100, A110, A120, A130, A35, A45, A55, A65, A75, A85, A95, A105, A115, A125, A135
- システム3100シリーズSモデル：S10, S30, S40, S50, S60, S70, S80, S90, S30E, S80E
- システム3100シリーズXモデル：X5, X10L, X10, X20, X5E
- OP-Xシリーズ：U30, U50, R30, R40, R50, R5, R20, R25, R35, R45
- OP-98シリーズ：X20H, X30H, X10H, X10LT, X10W, X20W, X10N

### NECオフィスサーバ
1993年5月、これまでのオフィスコンピュータのサーバ機能を前面に打ち出した新シリーズオフィスサーバ システム7200シリーズと (同) 7100シリーズを発表した。 前者はシステム3100シリーズAモデル、後者は (同) Sモデルの後継にあたる。
NEC システム7200 モデル20, 30, 40, 50, 60, 70, 80, 90, 100, 110, 120, 130, 140, 150 (1993年)
小型機から大型機まで幅広いラインアップをそろえた。1996年まで同じ型名で性能を向上した新機種が度々発売されている。
NEC システム7100 モデル10, 10BEAT, 10GX (1993年)
モデル10BEAT, 10GXはOSを搭載できない。
NEC システム7100 モデル10AX (1994年)
モデル10GXの後継機種というわけではなく、旧機種の販売も継続された。OSは搭載できない。

### Express5800
コンピュータの小型化、ネットワーク化、オープン化が進む中で、従来のメインフレーム対端末で構成された集中処理型システムに代わって、複数のクライアントがサーバを経由してLANに接続するクライアントサーバシステムが登場した。そこで機密性、信頼性、運用性を保ちつつパソコンとの親和性からのオープン化の要求に応えるべく、1994年11月にPentiumを採用したExpress5800/100シリーズとR4400を採用した (同) 200シリーズを発売した。

## ミニコンピュータ
日本電気のミニコンピュータの登場は、1967年3月のNEAC-3100が最初の機種である。当初は産業システムサブグループの産業オートメーション事業部が取り扱っていたが、1975年にミニコンピュータ事業部が発足しそちらに移管された。1977年に事業部が情報処理サブグループに移管され、ハードウェアの開発・製造はコンピュータ事業部が担当することになった。1982年の32ビット版MSシリーズを以って「NEAC」の名称が取れる。その後パソコンの性能が向上したことやEWSの普及が加速したことにより、1988年に発売されたMS4150, MS4170, MS4170Lを以ってミニコンピュータの開発は終了した。
NEAC-3100 (1967年)
多目的科学技術計算用コンピュータ。1962年に発売されたトランジスタ式小型コンピュータ「NEAC-2101」のアーキテクチャを継承しIC化した機種。
NEAC-3200 (1969年)
ハネウェルのH516を国産化した機種。16ビットワード。日本アビオニクス株式会社が製造を担当。後継機種にモデル30, 50, 70が存在。
NEAC-M4 (1969年)
バリアンのミニコンピュータを国産化した機種。8ビットワードの卓上型。ただしアキュムレータは32ビット。後継機種として1972年にM4/n、1975年にM4/fが発売された。
NEAC MS10, MS30, MS50 (1978年)
16ビットワード。メモリは最大1Mワード。OSには新規開発のNCOSを採用した。以後、通信制御、負荷分散処理、産業制御などの用途を視野に開発を進めていった。
NEAC MS70 (1980年)
32ビットプロセッサを搭載し32ビットワードを採用した。
NEC MS8, MS120, MS140, MS190 (1982年)
MS8はMS30、MS120, MS140はMS50の後継機種。メモリは最大16MB。
NEC MS8/3, MS135, MS175 (1984年)
それぞれMS8, MS140, MS190の後継機種。
NEC MS4100, MS4120 (1986年)
32ビット1チッププロセッサを採用。価格性能比をMS135の3倍に向上させ、体積を6分の1に小型化した。OSにはUNIX System Vを採用した。
NEC MS4150, MS4170, MS4170L (1988年)
MS4100, MS4120の上位機種。ISDNへの直接接続が可能。